# Varpaisjärvi (meteoryt)
Varpaisjärvi – meteoryt kamienny należący do chondrytów oliwinowo-hiperstenowych L6 znaleziony w 1913 roku w okolicach miasta Kuopio  w gminie Varpaisjärvi we wschodniej Finlandii. Z miejsca spadku pozyskano 2 kg materii meteorytowej.